# Armando Gómez Gago
Armando Gómez Gago (Madrid, 16 de agosto de 1984) es un entrenador de baloncesto español.

## Trayectoria
Inició su carrera como técnico entrenando las categorías inferiores del CD CREF ¡HOLA! (con el que se proclamó campeón de la comunidad de Madrid en 2007/08) y del Baloncesto Fuenlabrada, club este último del que fue entrenador ayudante en la temporada 2009/10 en la Liga ACB y entrenador principal de su filial, Fuenlabrada-Getafe, en Liga EBA en 2010/11. 
En las temporadas 2011/12 y 2012/13 fue entrenador principal del Óbila Club de Basket disputando la Liga LEB Plata, retornando al filial del Baloncesto Fuenlabrada en 2013/14, también en LEB Plata, para lograr el ascenso de categoría tras conquistar la liga.
Durante las siguientes campañas formó parte del equipo técnico del Baloncesto Fuenlabrada, alternando desempeños como entrenador principal de su filial en LEB Plata (VITEN Getafe) y como entrenador ayudante en el equipo de Liga ACB. Durante su etapa en Fuenlabrada realiza una gran labor en la formación de jugadores como Rolands Šmits o Moussa Diagne.
En la temporada 2017/18 es nombrado entrenador principal del Real Murcia Baloncesto, compitiendo en LEB Plata, y en 2018/19 entrenador de la selección cadete de la comunidad de Madrid, con la que logró el campeonato de España de selecciones autonómicas.
En 2019/20 fue anunciado como entrenador asistente del Cáceres Patrimonio de la Humanidad de LEB Oro, puesto que compaginaría con el de técnico principal del equipo filial de Liga EBA. Fue renovado para ambos puestos en la temporada 2020/21, dejando el club a su finalización.
El 14 de julio de 2021 firma como entrenador principal del Club Ourense Baloncesto de la Liga LEB Plata para la temporada 2021/22. El 21 de marzo de 2022 es despedido y sustituido por Guillermo Arenas Milán.